# Ectiniens
Les Ectiniens (Ecdini) sont une peuplade celto-ligure qui vécut entre le  VIe siècle av. J.-C. et le  Ier siècle av. J.-C.

## Nom
Ils sont mentionnés par Pline l'Ancien dans Histoire naturelle.

## Localisation
Les Ectiniens habitaient dans la vallée de la Tinée; leur territoire était situé à l'ouest des Vésubiens, à l'est des Németures, au nord des Nérusiens et des Vediantes, et au sud des Savincates et des Caturiges.